# April 2014
Dit artikel geeft een chronologisch overzicht van de belangrijkste gebeurtenissen per dag van de maand april in het jaar 2014.

## Gebeurtenissen

### 1 april
- Meerdere bedrijven halen 1 aprilgrappen uit, waaronder KPN die een telefooncel in Dordrecht zou plaatsen omdat plaatselijk niet meer naar mobiele telefoons gebeld zou kunnen worden[1] en Google dat een Pokémonapp uitbrengt.[2]
- De Wet lesbisch ouderschap treedt in werking. Daardoor kunnen beide personen in een lesbische relatie juridisch ouder worden door middel van een relatief eenvoudige erkenning in plaats van via een langdurige en kostbare adoptieprocedure.[3]
- Twee Nederlandse vrouwen, de 22-jarige Lisanne Froon en de 21-jarige Kris Kremers, raken vermist terwijl ze een wandeling maken in Boquete, Panama. Later worden delen van hun lichamen teruggevonden. (Lees verder)

### 4 april
- De tabaksfabrikant Philip Morris maakt bekend dat het de sigarettenfabriek in het Nederlandse Bergen op Zoom in oktober wil sluiten. Meer dan 1200 werknemers zullen hun baan verliezen.

### 5 april
- In Afghanistan wordt de eerste ronde van de presidentsverkiezingen georganiseerd om een opvolger te kiezen voor Hamid Karzai. Grote incidenten blijven uit, maar volgens het Afghaanse ministerie van Buitenlandse Zaken zouden toch bijna 200 mensen, vooral talibanleden, omgekomen zijn op de verkiezingsdag.
- Bij etnisch geweld, uitgevoerd door de Fulbe-stam, in de Nigeriaanse deelstaat Zamfara worden minsten 79 mensen omgebracht. Een aanslag van de extremistische groepering Boko Haram maakt nog eens zeventien slachtoffers.

### 6 april
- Bij de presidentsverkiezingen in Costa Rica gaat de overwinning naar Luis Guillermo Solís, die de enige kandidaat was na de terugtrekking van zijn tegenstander Johnny Araya.
- De Hongaarse parlementsverkiezingen zijn een overwinning voor de rechtse Fidesz-partij van premier Viktor Orbán.
- In het oosten van Oekraïne, onder andere in de steden Donetsk, Loehansk en Charkov, protesteren pro-Russische betogers tegen de Oekraïense interim-regering.
- De Zwitser Fabian Cancellara wint voor de derde keer de Ronde van Vlaanderen door de sprint te winnen van Greg Van Avermaet en Sep Vanmarcke. Ellen van Dijk wint bij de vrouwen.

### 7 april
- De Heartbleedbug, een programmeringsfout in het beveiligingssysteem OpenSSL, wordt per toeval ontdekt. Door de fout, die al twee jaar bestaat, is het mogelijk dat hackers wachtwoorden en andere beveiligingssleutels bemachtigen.

### 8 april
- Microsoft stopt met de ondersteuning van Windows XP, waardoor voor computers met dit besturingssysteem grote beveiligingsrisico's ontstaan. Zowel de Nederlandse als de Britse overheid sluit met Microsoft een miljoenendeal om de ondersteuning voor haar computers te verlengen.
- De Wereldgezondheidsorganisatie meldt dat de ebola-epidemie in West-Afrika een van de ergste uitbraken ooit is van het virus. Er zijn al 101 mensen in Guinee aan de ziekte gestorven en tien in buurland Liberia.

### 9 april
- Bij acht aanslagen met bomauto's in de Iraakse hoofdstad Bagdad vallen minstens elf doden.

### 10 april
- Bij een verkeersongeval tussen een vrachtwagen van FedEx en een schoolbus in de Amerikaanse staat Californië vallen negen dodelijke slachtoffers: de twee chauffeurs en zeven scholieren.
- Meer dan twintig mensen komen om bij een reeks aanslagen en schietpartijen in Irak, onder andere in de hoofdstad Bagdad en in Baquba.
- De VN-Veiligheidsraad stemt unaniem in met het inzetten van 12.000 blauwhelmen in de Centraal-Afrikaanse Republiek om er de rust en de stabiliteit terug te brengen. De missie zal op 15 september onder de naam MINUSCA van start gaan.

### 11 april
- Nicaragua wordt opgeschrikt door een aardbeving met een kracht van 6,1 op de schaal van Richter. Meerdere huizen raken beschadigd. Er vallen 23 gewonden, maar geen doden.
- Het bisdom Roermond erkent dat bisschop Joannes Gijsen zich heeft schuldig gemaakt aan seksueel misbruik van minderjarigen.

### 12 april
- Op 100 km ten zuidoosten van de Salomonseilanden doet zich een aardbeving met een kracht van 7,6 op de schaal van Richter voor. Er wordt een tsunamiwaarschuwing afgekondigd voor een groot gebied in de Grote Oceaan.

### 13 april
- Door een stadsbrand in de Chileense stad Valparaíso vallen er minstens twaalf doden en worden meer dan 2000 huizen verwoest. Vanwege de bijzondere architectuur staat de oude stad op de Werelderfgoedlijst van UNESCO.
- Wielrenner Niki Terpstra wint de 112e editie van Parijs-Roubaix. Op zes kilometer van de finish ontsnapte Terpstra uit een kopgroep van 11 man en soleerde naar de finish. Hij is de zesde Nederlander die de koers wint.
- De Keniase langeafstandsloper Eliud Kipchoge is met 2:05.00 de snelste in de 34e editie van de marathon van Rotterdam. Bij de vrouwen zegeviert de Ethiopische Abebech Afework in een tijd van 2:27.50.

### 14 april
- Minstens 71 mensen worden gedood en meer dan 120 mensen raken gewond bij een bomaanslag in een busstation in de Nigeriaanse hoofdstad Abuja.

### 15 april
- Er vindt een totale maansverduistering plaats. De maansverduistering is enkel zichtbaar vanuit Australië, Nieuw-Zeeland, Noord- en Zuid-Amerika.

### 16 april
- Voor de zuidwestkust van Zuid-Korea kapseist en zinkt een veerboot met ongeveer 470 opvarenden, hoofdzakelijk scholieren die een schoolreis maken. Er zijn enkele tientallen doden en ruim tweehonderd vermisten.

### 17 april
- Wetenschappers van NASA hebben met behulp van de ruimtetelescoop Kepler een Aarde-achtige planeet ontdekt. De planeet Kepler-186f draait rond de verre dwergster Kepler-186 en is rotsachtig, net als de Aarde.

### 18 april
- De Algerijnse president Abdelaziz Bouteflika wordt met meer dan 80% van de stemmen voor een vierde ambtstermijn herkozen tot president.
- De Nederlandse Hoge Raad verbiedt pedofielenvereniging Martijn.
- Op de Mount Everest komen dertien gidsen die bezig zijn een route uit te zetten, door een lawine om het leven. Drie sherpa's worden nog vermist.
- Er doet zich een aardbeving voor met een kracht van 7,5 op de schaal van Richter in de Mexicaanse staat Guerrero. Ruim 100 gebouwen worden vernield, maar er vallen geen slachtoffers.
- Bij een bomaanslag nabij een politiepost in de Egyptische hoofdstad Caïro komt een politieman om het leven. De aanslag wordt opgeëist door een relatief nieuwe groepering, genaamd Ajnad Misr.

### 19 april
- Twee Egyptische politieagenten worden gedood bij een aanval op de weg tussen Caïro en Suez.

### 20 april
- Voetbalclub PEC Zwolle wint voor het eerst in haar clubhistorie de KNVB beker. In De Kuip wordt AFC Ajax met 5-1 verslagen.
- Het paasbestand in Oekraïne wordt verstoord door een schietincident in de Oost-Oekraïense stad Slovjansk waarbij minstens drie mensen omkomen. Rusland beschuldigt de rechts-radicale groepering Rechtse Sector, maar deze beschuldigt Rusland van enscenering van het incident.
- De Belgische boksster Delfine Persoon verslaat de Argentijnse Erika Farias en wint de WBC-wereldtitel bij de lichtgewichten. Persoon heeft zo alle wereldtitels in haar bezit.
- Ruim 350 hectare van de Hoge Veluwe gaan door een natuurbrand in vlammen op.
- De Belgische wielrenner Philippe Gilbert wint voor de derde maal in zijn carrière de Amstel Gold Race.
- Bij een frontale botsing tussen een bus en een vrachtwagen in het zuiden van Pakistan komen minstens 42 mensen om het leven.

### 21 april
- In Jemen doden verschillende aanvallen tegen Al Qaida met Amerikaanse drones 55 mensen.
- Bij verschillende aanslagen in Irak, onder andere tegen controleposten van de veiligheidstroepen, vallen 23 doden.
- Bij een gasexplosie in een Chinese kolenmijn in de provincie Yunnan komen minstens dertien mensen om het leven.

### 23 april
- De Palestijnse politieke partijen Hamas en Fatah besluiten zich weer met elkaar te verzoenen en af te steven op een gezamenlijke regering en verkiezingen. Israël trekt zich hierop terug uit de vredesbesprekingen met Fatah, omdat het Hamas als een terroristische organisatie beschouwt.

### 25 april
- In het oosten van Oekraïne worden dertien Duitse en Tsjechische militaire waarnemers van de OVSE gevangengenomen door pro-Russische milities.
- Wetenschappers kondigen de ontdekking aan van de Kryptodrakon progenitor, waarvan in China een fossiel van 163 miljoen jaar oud is gevonden. Het is het oudste voorbeeld van de geavanceerde vliegende reptielen, de Pterodactyloidea.
- Kim Polling kroont zich opnieuw tot Europees kampioen in de klasse tot 70 kilogram. De 23-jarige judoka uit Nederland is in de finale in Montpellier te sterk voor Laura Vargas-Koch. De Duitse ligt al na 9 seconden op haar rug: ippon.

### 26 april
- Er komt een tweede ronde voor de Afghaanse presidentsverkiezingen. Volgens voorlopige resultaten haalt Abdullah Abdullah, de ex-minister van Buitenlandse Zaken, bijna 45 %. Zijn grootste rivaal is Ashraf Ghani, voormalig economist bij de Wereldbank, die 31,5 % behaalt.
- Na 31 jaar van speculatie wordt door een opgraving in Alamogordo het bestaan van het Atari-computerspelkerkhof bevestigd.
- Eerste viering Koningsdag in Nederland.

### 27 april
- Paus Johannes Paulus II en paus Johannes XXIII worden tijdens een plechtigheid op het Sint-Pietersplein door paus Franciscus heilig verklaard.
- De Australische wielrenner Simon Gerrans wint de honderdste editie van de wielerklassieker Luik-Bastenaken-Luik. Kanshebber Daniel Martin komt in de laatste bocht ten val.

### 28 april
- Het Sociaal en Cultureel Planbureau (SCP) brengt het rapport Geloven binnen en buiten verband uit waaruit een voor Nederland verder afnemend aantal gelovige jongeren tegenover een toenemende rechtzinnigheid bij gelovige jongeren blijkt.
- Tornado's laten een spoor van vernieling achter in de Verenigde Staten. De wervelwinden verpulveren huizen en decimeren wijken, met 35 doden tot gevolg.
- Gennadi Kernes, de burgemeester van Charkov, raakt zwaar gewond bij een aanslag.

### 29 april
- In de Syrische hoofdstad Damascus worden verschillende aanslagen met mortiergranaten en vatenbommen gepleegd, waarbij minstens veertien scholieren omkomen. In Homs vallen minstens 45 doden door een autobom en een raketaanslag.

### 30 april
- Gerry Adams, partijleider van Sinn Féin, wordt in Noord-Ierland gearresteerd op verdenking van moord.
- Bij een bomaanslag aan het station van de Chinese stad Ürümqi, hoofdstad van de autonome regio Xinjiang, vallen minstens drie doden en 79 gewonden.
- Bij de instorting van een illegale goudmijn in het Colombiaanse departement Cauca vallen minstens tien doden.

## Overleden
<< · januari · februari · maart · april · mei · juni · juli · augustus · september · oktober · november · december · >>